# Mesitol
Mesitol (2,4,6-trimethylfenol) je organická sloučenina se vzorcem (CH3)3C6H2OH, jeden z izomerů trimethylfenolu. Název je odvozen od mesitylenu a fenolu.

## Výroba a příprava
Mesitol je hlavnímn produktem methylace fenolu methanolem za přítomnosti kyseliny v pevném skupenství.
Získat jej lze také reakcí mesitylenu s kyselinou peroxymonofosforečnou:
Další možností je reakce brommesitylenu s hydroxidem draselným, katalyzovaná palladiem.